# Берега в тумане
«Берега в тумане» (болг. Мъгливи брегове) — советско-болгарский фильм 1985 года режиссёра Юлия Карасика, историческая драма. Совместное производство Мосфильм (СССР) и студия «Бояна» (Болгария).

## Сюжет
Осень 1921 года. Тридцать тысяч русских солдат и офицеров разбитой в Крыму армии Врангеля нашли прибежище в Болгарии. Барон П. Н. Врангель (Олялин) принимает рапорт генерала А. П. Кутепова (Пётр Щербаков) об успешном завершении передислокации частей. Проходят тайные совещания не смирившихся с поражением лидеров Белого движения: Врангеля, генерала П. Н. Шатилова, полковника контрразведки П. Т. Самохвалова, с представителями Антанты, среди которых английские и французские офицеры, а также британский разведчик и авантюрист Сидней Рейли (Юрский). На этих встречах обсуждаются вопросы подрывной работы против Советской России.
На фоне таких политических реалий картина рассказывает о судьбе белогвардейского полковника Сергея Егорьева (Анатолий Кузнецов), бежавшего через Турцию в Болгарию с сыном и дочерью. Его жена и младшая дочь, отставшие в Севастополе, нашли пристанище в семье Дмитрия Шелапугина (Леонид Филатов). По стечению обстоятельств, большевик Шелапугин направлен в Болгарию для агитационной работы среди русских солдат.

## В ролях
- Анатолий Кузнецов — полковник Сергей Егорьев;
- Леонид Филатов — Дмитрий Шелапугин;
- Ирина Купченко — Тамара Скаржинская;
- Любовь Виролайнен — Анна Егорьева;
- Алексей Волков - Николай Егорьев
- Николай Олялин — барон Пётр Врангель;
- Пётр Щербаков — генерал Александр Кутепов;
- Алексей Жарков — полковник Пётр Самохвалов;
- Стефан Данаилов — капитан Стойчев;
- Сергей Юрский — Сидней Рейли;
- Борис Щербаков — Константин Галицкий;
- Лев Поляков — Акулиничев;
- Любомир Младенов — царь Борис III;
- Пётр Гюров — полковник Вылков;
- Валерий Бабятинский — Авдеев
- Михаил Погоржельский — Викентий Илларионович;
- Борис Токарев — Воронов;
- Любомир Димитров — Христо Калфов;
- Александр Галибин[2] — поручик Назаров;
- Галина Макарова — Авдотья Ефимовна;
- Борис Луканов - Антон Христов
- Таня Димитрова - Райна
- Питер Батаклиев - Любчо
- Валерий Хлевинский - Трифон, ординарец Егорьева
- Карен Джанибекян - Гурген Акопов
- Никола Тодев - Ставрев
- Лучезар Стоянов - Петрев
- Досьо Досев - Костакис, контрабандист
- Фёдор Одиноков - Фёдор
- Игорь Донской - генерал Антон Туркул
- Станислав Житарев - адъютант
- Александр Яковлев - офицер
- Светлана Пелиховская - Ольга Михайловна Врангель
- Валентина Ананьина - Акулиничева
- Борис Руднев - офицер
- Виталий Комиссаров - матрос
- Владимир Протасенко - офицер
- Михаил Калинкин - солдат
- Владимир Удалов - солдат
- Геннадий Сайфулин - поручик
- Маргарита Голубенко - дочь Егорьева
- Людмила Голубенко - дочь Егорьева
- Павел Корнаков — хорунжий Трофименко
- Рубен Симонов - французский полковник
- Дмитрий Матвеев — эпизод